# موسوعة الملك عبد الله بن عبد العزيز العربية للمحتوى الصحي
موسوعة الملك عبد الله بن عبد العزيز العربية للمحتوى الصحي هي مؤسسة علمية تتبع لرئاسة الشئون الصحية بالحرس الوطني السعودي، تهدف إلى تزويد القارئ العربي بالمعلومات الصحية الدقيقة والموثوقة من خلال موقعها الإلكتروني على شبكة الإنترنت، وذلك بالتعاون مع عدد من الهيئات والمنظمات المحلية والدولية التي في هذا المجال.
لقد جرى تطوير موسوعة الملك عبد الله بن عبد العزيز العربية للمحتوى الصحي بحيث تستهدف عامة القراء والباحثين عن المعلومة الطبية، كما يمكن لمزودي الرعاية الصحية على مختلف مستوياتهم استخدام المعلومات الواردة في موقع الموسوعة بهدف تعزيز تواصلهم مع مرضاهم.

## سبب الانطلاق

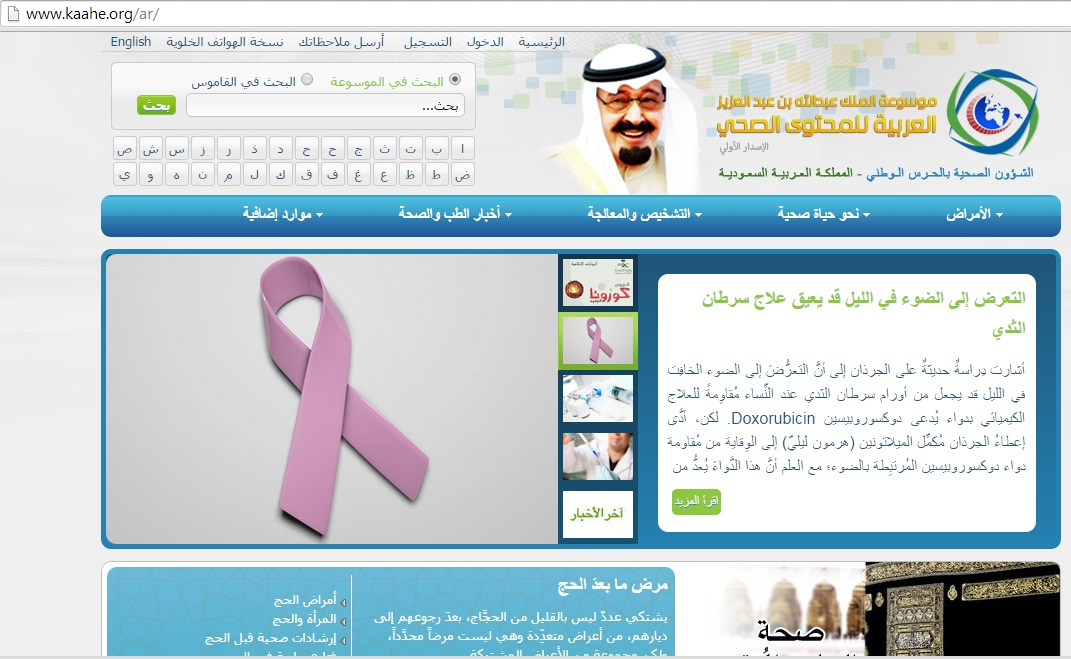
الصفحة الرئيسية للموسوعة عام 2014

يجري استخدام الإنترنت كوسيلة للبحث عن المعلومات الطبية من قبل جماهير المستخدمين في جميع أنحاء العالم. وفي العالم العربي يلجأ الكثير من الناس إلى شبكة الإنترنت للبحث عن المعلومات الطبية.
لكن دراسة أجريت في كلية الصحة العامة والمعلوماتية الصحية بجامعة الملك سعود بن عبد العزيز للعلوم الصحية أظهرت أن نسبة المواقع التي تقدم المعلومات الطبية باللغة العربية بشكل موثوق لا تتجاوز 4% من إجمالي المواقع الطبية العربية. ومن هنا جاءت فكرة إنشاء موسوعة عربية إلكترونية تقدم المعلومات الطبية الموثوقة كي تخدم ما يقرب من ثلاثمائة مليون قارئ عربي حول العالم.

## التأسيس
تم عرض فكرة الموسوعة على صاحب السمو الملكي الأمير مقرن بن عبد العزيز رئيس الاستخبارات العامة والرئيس الفخري للجمعية السعودية للمعلوماتية الصحية، والذي قام بدوره بنقل الفكرة إلى خادم الحرمين الشريفين الملك عبد الله بن عبد العزيز، الذي تكرم بالموافقة عليها وتخصيص ميزانية للمشروع. تم الإعلان عن ذلك في المؤتمر السعودي للصحة الالكترونية المنعقد في الرياض عام 2010.
بعد ذلك بدأ العمل بالمشروع، وأخذت على عاتقها كل من الشئون الصحية بالحرس الوطني السعودي وجامعة الملك سعود بن عبد العزيز للعلوم الصحية بالاشتراك مع الجمعية السعودية للمعلوماتية الصحية مهمة تنفيذ مشروع الموسوعة، وذلك بتوفير الموارد الضرورية، بدءاً من الكوادر الطبية المتخصصة، مروراً بتوفير المتطلبات التقنية والمالية، انتهاءً بتوقيع العديد من الاتفاقيات والشراكات مع هيئات ومنظمات عالمية متخصصة بغية دعم الموسوعة وتزويدها بالمحتوى الطبي، فجرى توقيع اتفاق مع منظمة الصحة العالمية، ومعهد التثقيف الصحي الأمريكي، وهيئة الخدمات الصحية الوطنية البريطانية، ومؤسسة الصحة على الإنترنت السويسرية، وغيرها.
تم تدشين المرحلة الأولى من المشروع في المؤتمر السعودي للصحة الالكترونية المنعقد في الرياض بتاريخ الحادي عشر من مارس/آذار 2012 بحضور صاحب السمو الملكي الأمير مقرن بن عبد العزيز رئيس الاستخبارات العامة والرئيس الفخري للجمعية السعودية للمعلوماتية الصحية  لتكون بذلك أول موسوعة صحية عربية موثوق بها علمياً على شبكة الإنترنت 

## الأقسام
تحتوي الموسوعة على خمسة أقسام رئيسية: المواضيع الطبية، نحو حياة صحية، التدبير والمعالجة، أخبار الطب والصحة، موارد إضافية.

### المواضيع الطبية
يحتوي هذا القسم على مواضيع طبية متكاملة تشمل الأمراض والمشاكل الصحية المختلفة، مقسمة حسب الاختصاص الطبي

### نحو حياة صحية
يحتوي هذا القسم على مواضيع في تعزيز الصحة لمختلف الأعمار.

### التدبير والمعالجة
يحتوي هذا القسم على معلومات عن الأدوية والإجراءات الطبية المختلفة من تحاليل وعمليات جراحية

### أخبار الطب والصحة
يتم في هذا القسم نشر أخبار علمية طبية بشكل دوري بالتعاون مع هيئات طبية إخبارية متخصصة.

### موارد إضافية
يحتوي هذا القسم على مواضيع في مجالات الطب البديل وتاريخ الطب الإسلامي والعربي والهدي الصحي، كما يحتوي على مكتبة طبية وقاموس طبي.
كما تحتوي الموسوعة على مكتبة وسائط مرئية، تتضمن شرحاً للعديد من الحالات المرضية أو تجارباً لمرضى مع حالاتهم الصحية، وقد تم ربط تلك الوسائط بالمواضيع ذات الصلة. علاوة على ذلك، تقدم الموسوعة الصحية العربية خدمات شخصية وتطبيقات تفاعلية، وذلك بطريقة واضحة وسهلة الاستخدام.